# Ben Frost

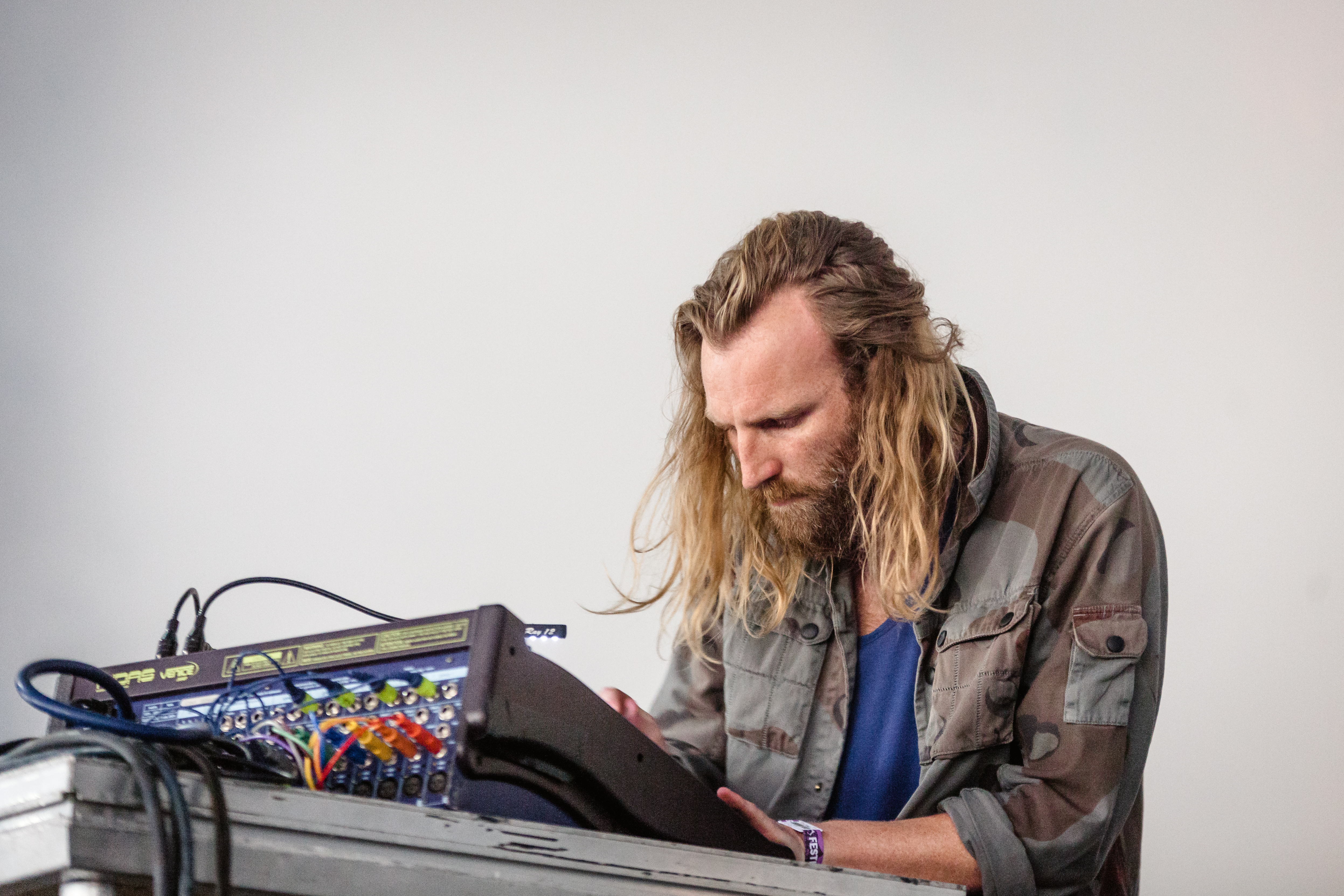
Frost beim Roskilde-Festival 2018

Ben Frost (* 1980 in Melbourne) ist ein australisch-isländischer Musiker und Filmkomponist, dessen Werke sich überwiegend dem Ambient, Noise und experimenteller Electronica zuordnen lassen.

## Leben
Ben Frost wurde 1980 im australischen Melbourne geboren. Er verließ 2003 Australien und ließ sich 2005 im isländischen Reykjavík nieder, wo er seither mit seiner Familie lebt. 2012 erhielt er die isländische Staatsbürgerschaft.
Er begann als 19-Jähriger mit der Produktion eigener Musik. 2001 erschien noch im Eigenverlag unter dem Namen Frost die EP Music For Sad Children. 2003 folgte sein Debütalbum Steel Wound, auf dem er bearbeitete Gitarren-Klänge mit Field Recordings und verfremdeten Vokal-Aufnahmen kombinierte. Gemeinsam mit Valgeir Sigurðsson und Nico Muhly gründete er dann in Island das Musiklabel Bedroom Community. Dort erschien 2006 sein zweites Album Theory of Machines. Das dritte Album By the Throat (2009) erhielt international gute Kritiken und machte ihn einem größeren Publikum bekannt.
Zu Gael Garcia Bernals und Marc Silvers für Amnesty International produzierter Kurzfilm-Reihe The Invisibles, die von den Menschen berichtet, die sich in der Hoffnung auf ein besseres Leben in den USA auf den Weg durch Mexiko machen, steuerte Frost 2010 den Soundtrack bei.
2011 veröffentlichten Ben Frost und Daníel Bjarnason im Auftrag von Unsound Productions und in Zusammenarbeit mit dem Sinfonietta Cracovia, Brian Eno und Nick Robertson das von Andrei Tarkowskis gleichnamigem Film inspirierte Konzeptalbum Sólaris. Die Zusammenarbeit mit Brian Eno führte zu einem verstärkten Interesse an afrikanischer Musik und inspirierte Frost zum deutlich perkussiveren Album Aurora, das 2014 bei Mute erschien.
Frost vertonte 2013 Iain Banks’ Roman The Wasp Factory nach einem Libretto von David Pountney als Musiktheater für die drei Sängerinnen Lieselot De Wilde, Mariam Wallentin und Jördis Richter, dem Streichquintett des Reykjavík Sinfonia und Liveelektronik von Frost. Er übernahm auch die Regie bei den Inszenierungen des Stücks. Die Uraufführung fand am 1. August 2013 bei den Bregenzer Festspielen als Koproduktion des Theaters HAU Hebbel am Ufer Berlin und des Londoner Royal Opera House statt. Später folgten Inszenierungen des von der Kritik vor allem in Bezug auf die Musik eher durchwachsen aufgenommenen Stücks in Berlin und London.
Gemeinsam mit Paul Haslinger schuf Frost 2015 den Soundtrack zum Computerspiel Tom Clancy’s Rainbow Six Siege.
Im September 2017 veröffentlichte er über Mute das mit dem Produzenten Steve Albini in einem Zeitraum von zehn Tagen in Chicago aufgenommene Album The Centre Cannot Hold. 2019 war Ben Frost als Gastmusiker an den Aufnahmen zum Swans-Album Leaving Meaning beteiligt. 2020 komponierte und inszenierte er als Auftragswerk für die Staatsoper Hannover die Oper Der Mordfall Halit Yozgat, die auf Gegenrecherchen von Forensic Architecture zum Mord an Halit Yozgat durch die rechte Terrorgruppe NSU basierte.
Als Filmkomponist lieferte er die Soundtracks zu Filmen wie Sleeping Beauty und The Deep sowie Fernsehserien wie Fortitude, Dark und 1899.

## Diskografie (Auswahl)
Alben
- 2003: Steel Wound (Room40)
- 2006: Theory of Machines (Bedroom Community)
- 2009: By the Throat (Bedroom Community)
- 2011: mit Daníel Bjarnason – Sólaris (Bedroom Community)
- 2014: Aurora (Bedroom Community, Mute)
- 2017: The Centre Cannot Hold (Mute)
- 2022: Broken Spectre (The Vinyl Factory)
- 2023: Francesco Fabris & Ben Frost – Vakning (Room40)
- 2024: Scope Neglect (Mute)

Soundtracks
- 2009: I Am You – Mörderische Sehnsucht (In Her Skin)
- 2010: The Invisibles (vierteilige Kurzfilm-Reihe)
- 2011: Sleeping Beauty
- 2012: The Deep (Djúpið)
- 2012: Frost
- 2015–2018: Fortitude (Fernsehserie)
- 2017: Super Dark Times
- 2017–2020: Dark (Fernsehserie)
- 2018: Die Frau im Eis (Vargur)
- 2020: Raised by Wolves (Fernsehserie)
- 2022: Broken Spectre
- 2022: What Remains
- 2022: 1899 (Fernsehserie)

Computerspiel
- 2015: mit Paul Haslinger – Tom Clancy’s Rainbow Six Siege

Theater/Oper
- 2016: The Wasp Factory
- 2020: Der Mordfall Halit Yozgat